# Tornei di tennis femminili nel 1877
Prima della nascita del WTA Tour, ossia l'apertura alle tenniste professioniste dei tornei che prima di quell'anno erano riservati alle tenniste dilettanti, tutti gli eventi più importanti erano amatoriali, tra questi c'era il Torneo di Wimbledon.
Nel 1877 venne disputato per la prima volta il Torneo di Wimbledon, ma questa era aperto solo agli uomini. L'unico torneo femminile disputato in quell'anno fu l'Irish Championships che prevedeva solo 3 partecipanti; il luogo e la data dell'evento sono incerti.

## Gennaio
Nessun evento

## Febbraio
Nessun evento

## Marzo
Nessun evento

## Aprile
Nessun evento

## Maggio
Nessun evento

## Giugno
Nessun evento

## Luglio
Nessun evento

## Agosto
Nessun evento

## Settembre
Nessun evento

## Ottobre
Nessun evento

## Novembre
Nessun evento

## Dicembre
Nessun evento

## Senza data
| Settimana | Torneo                                                | Vincitrice | Finalista | Semifinaliste | Eliminate ai quarti |
| --------- | ----------------------------------------------------- | ---------- | --------- | ------------- | ------------------- |
|           | Irish Championships 1877 , Irlanda Singolare - Doppio |            |           |               |                     |
|           |                                                       |            |           |               |                     |